# Újvilági keselyűalakúak
Az újvilági keselyűalakúak (Cathartiformes) a madarak (Aves) osztályának egyik rendje, melybe egy-egy élő és fosszilis család tartozik.
Az újvilági keselyűalakúak és a vágómadár-alakúak (Accipitriformes) alkotják az úgynevezett, Accipitrimorphae csoportot.

## Rendszertani besorolásuk
A szóban forgó rend madarait, korábban a DNS–DNS-hibridizációnak, valamint az alaktannak köszönhetően, a gólyaalakúak (Ciconiiformes) közé sorolták be, vagy legalábbis annak testvércsoportjaként kezelték. Később pedig a rokon vágómadár-alakúakkal társították, azaz annak a rendnek egyik családjaként tartották számon. De manapság az újabb kutatások alapján, önálló rendi szintre emelődött az Újvilág eme madárcsoportja.

## Rendszerezés
A rendbe az alábbi 1 élő és 1 fosszilis madárcsalád tartozik:
- újvilági keselyűfélék (Cathartidae) Lafresnaye, 1839 - 7 élő faj
- †Teratornithidae L. H. Miller, 1909

### Fordítás
- Ez a szócikk részben vagy egészben  a   Cathartiformes című angol Wikipédia-szócikk ezen változatának fordításán alapul.  Az eredeti cikk szerkesztőit annak laptörténete sorolja fel. Ez a jelzés csupán a megfogalmazás eredetét és a szerzői jogokat jelzi, nem szolgál a cikkben szereplő információk forrásmegjelöléseként.